# 傲慢與偏見
《傲慢與偏見》（英語：Pride and Prejudice），出版于1813年，是19世纪英國小說家珍·奧斯汀的代表作。小说主要讲述了乡绅之女伊丽莎白·贝内特和富有的達西先生的爱情故事，反映了19世纪英格兰攝政時代英国乡绅阶层的礼节、成长、教育、道德、婚姻的情态。
朗伯恩庄园的老班纳特是一位乡绅，有五个宠爱的女儿。但他死后的财产要遵守限嗣繼承法令规则，只能传给男性继承人，而他的妻子和女儿却无法得到任何遗产。班纳特太太担心班纳特先生死后其家庭将一贫如洗，希望家庭中能有一名女孩缔结良缘，以此供养其他家庭成员免于流离失所，这是推动情节的动机。
《傲慢与偏见》一直出现在文学学者和读者中“最爱的书”排行榜上。它已成为英国文学中最受欢迎的小说之一，销量超过2000万册，并启发了许多现代文学衍生作品。一个多世纪以来，戏剧改编、再版、非官方续集、电影和电视版《傲慢与偏见》描绘了小说中令人难忘的人物和主题，吸引了大量观众。

## 创作背景

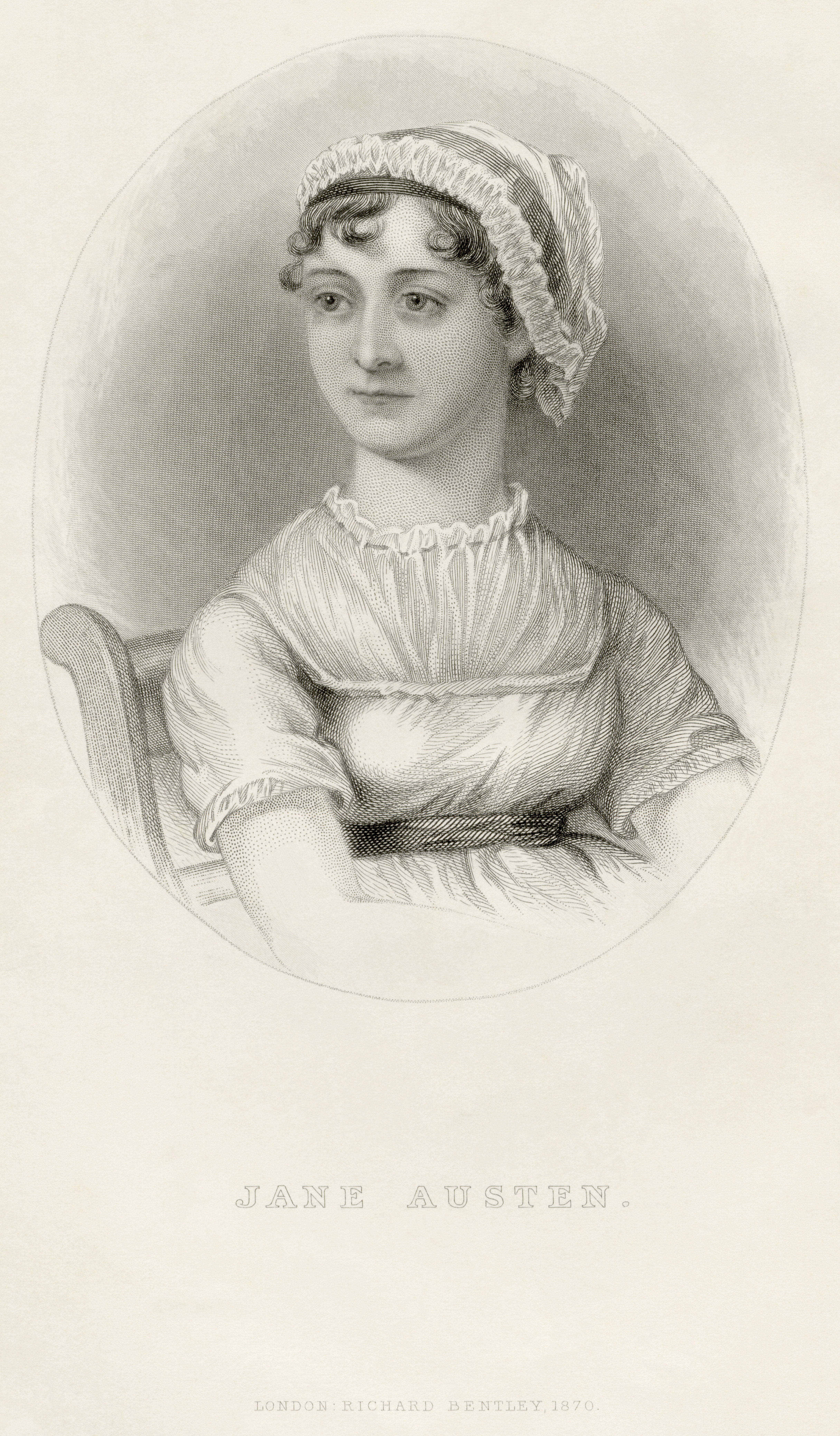
作者珍·奧斯汀

珍·奧斯汀于1796年至1797年間寫成此著，寫作地點在英國漢普郡史蒂文顿。
1811年，奧斯汀校正，原書名叫《第一印象》（First Impressions），不過後來更改名为《傲慢与偏见》。
1813年，由白丘（Whitehall）的軍方圖書館（Military Library）出版社的艾格頓先生（Mr. Egerton）出版。此出版社在1811年出版了珍·奧斯汀的著名小說《理性與感性》，口碑不錯，因此決定出版《傲慢與偏見》。

## 內容簡介

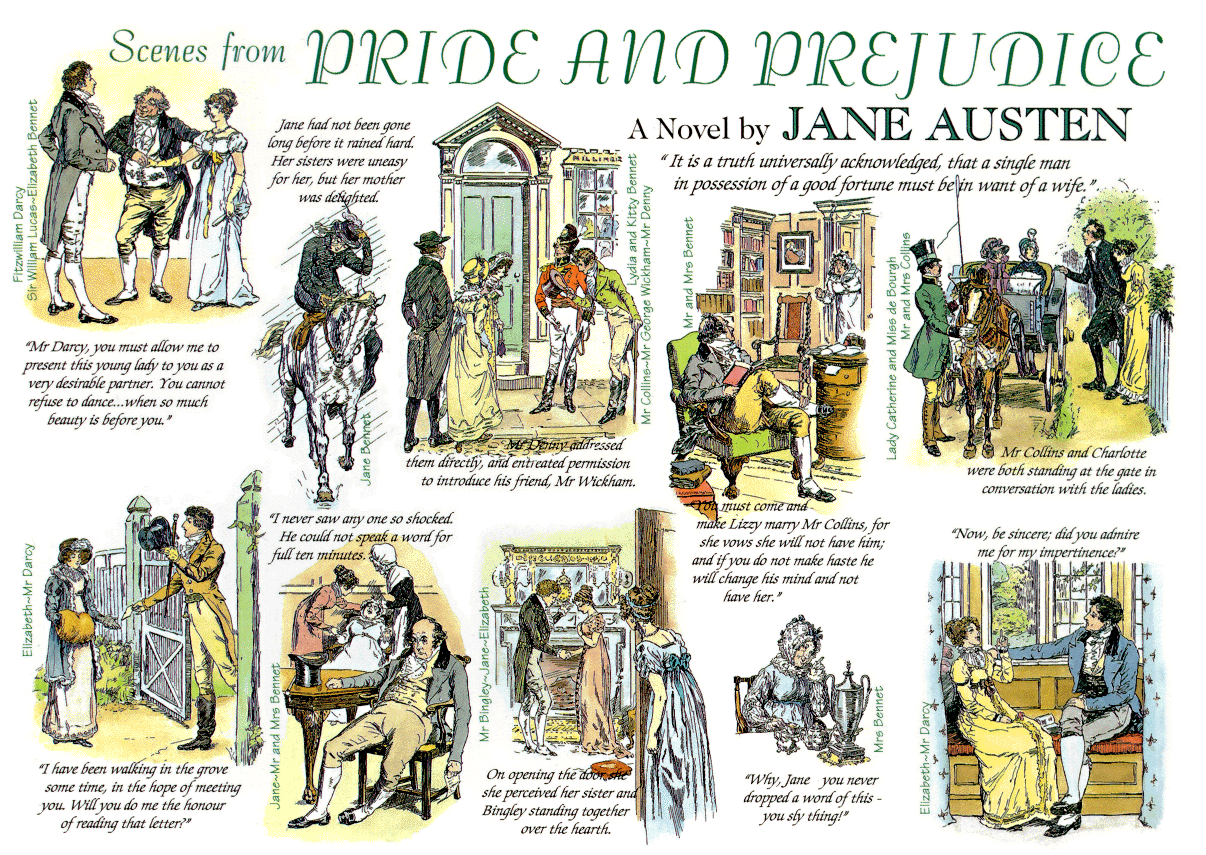
Pride and Prejudice

本書圍繞著18世紀末19世紀初，英國地主鄉紳貴族的情感和婚姻問題。
女主角是20歲的伊麗莎白·班奈特，她機智、聰慧、善良。她父親贝内特先生多數時間藏在書房裡，避開妻子贝内特太太。贝内特太太缺乏教养和远见，只想把五個女兒都嫁給有錢紳士。由於沒有男性继承人，贝内特家不多的財產在贝内特先生死后要女兒們的遠親柯林斯先生來繼承，贝内特太太和其他未婚的女兒可能會無家可歸。
賓利先生最近租下了贝内特家附近的尼日爾斐莊園，同住的還有他的兩位姐妹──賓利小姐和已婚的赫斯特太太，後者的丈夫徒有風度，沒有多少財產。班奈特太太知道賓利先生每年有五千磅的收入，心情激動，渴望把女儿嫁给賓利先生。不久，賓利先生去了倫敦一趟，帶回了他的朋友達西先生。他們參加了在梅里屯的一場公共舞會。舞會開始時，人們公認每年有高達10,000英鎊的收入的達西先生是最棒的。然而，聚會進行到一半，鄰居們就发现達西先生並不討人喜歡，因為他自命比身邊這些「鄉下人」要高貴。班奈特家的人特別討厭他，因為達西先生怠慢了伊麗莎白。當賓利先生建議達西和伊麗莎白跳舞時，達西卻說：「她還沒有漂亮到可以打動我的地步。」但賓利先生卻被公認為是個優秀的，令人愉快的紳士，而他對伊麗莎白最親近的姐姐──珍的愛慕也相當明顯。

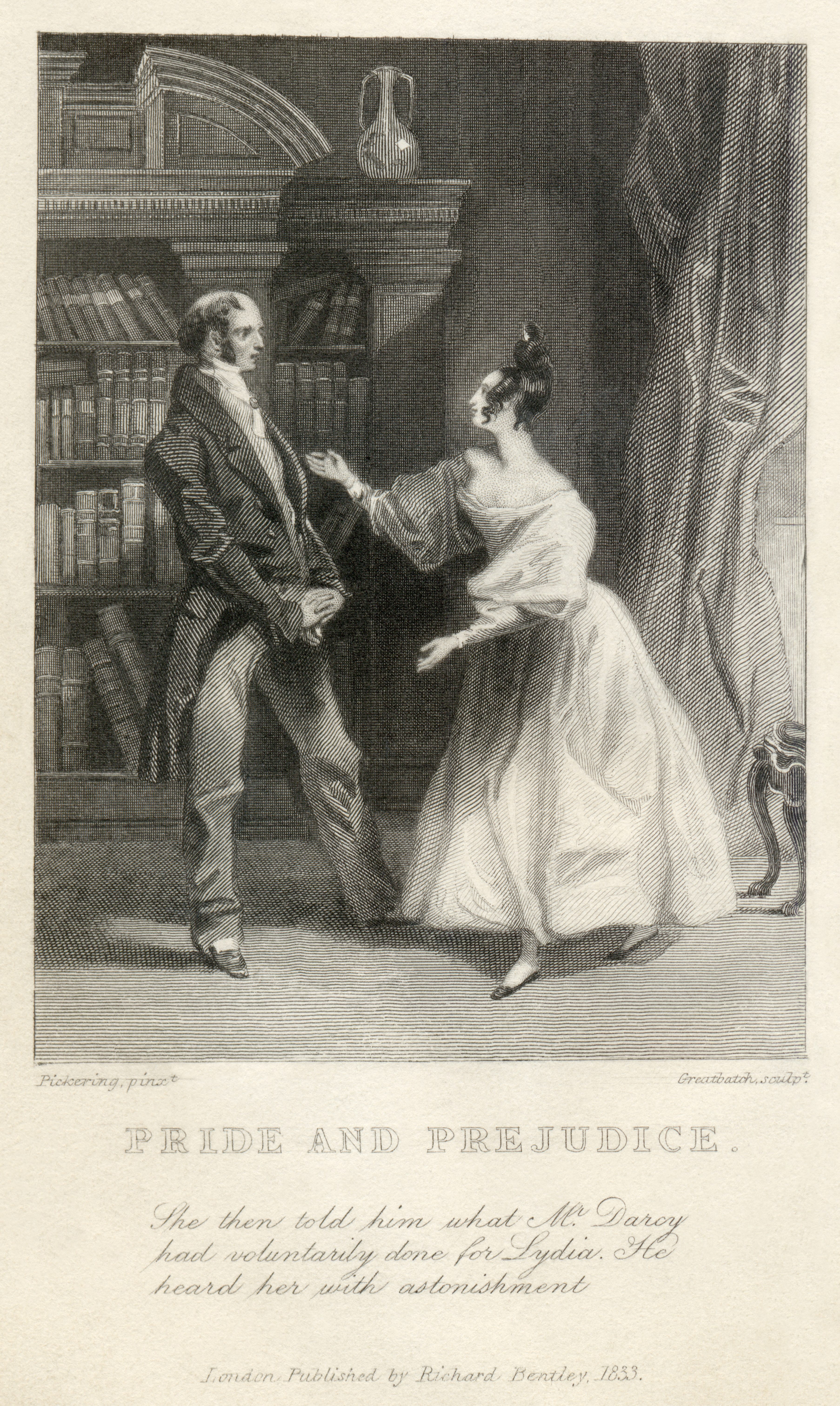
傲慢與偏見

然而達西先生却对伊麗莎白产生了不可遏制的感情，但他竭力隱瞞，后来发现伊丽莎白的家人举止粗俗，而且亲戚的地位也不高，使他很矛盾。而伊麗莎白一直不知道高傲的達西先生已经愛上了她，而且愛慕越來越深。後來，班奈特先生宣佈一位客人將來訪。眾人興奮地猜測來客是誰，發現原來是她們的遠親柯林斯先生。柯林斯是個嘮叨勢利，令人讨厌的牧師，將宣讀《對年輕女性的佈道》之類的道德書視為「愉快夜晚活動」。他尋找一切機會提及他的女贊助人凱瑟琳·德·鮑爾夫人，像哈巴狗一樣對她阿臾奉承。因凱瑟琳夫人勸他得找個妻子，柯林斯便在他「可憐的遠親」中尋找人選，认为这样就不会让贝内特家的财产落入别人之手，对双方都有好处。柯林斯原屬意的是珍，但得知她「幾乎已經和賓利先生訂婚」之後，開始將目光轉向可愛的伊麗莎白。伊麗莎白自然不肯嫁他，但班奈特太太極力支持這門婚事，甚至試圖強迫伊麗莎白首肯。然而，明白事理的班奈特先生卻對伊麗莎白說：「如果你不嫁柯林斯先生，你母親不理你了，但如果你嫁的話，便是我不理你了。」，從而表示支持愛女的決定。與此同時，伊麗莎白認識了一位軍官，韋克翰先生。韋克翰先生英俊迷人、風度翩翩，令伊麗莎白迅速傾心於他。但他們二人有次談話，韋克翰竟告訴她：達西先生違背了他亡父的意願，令韋克翰失去了本来唾手可得的財富和機會，伊麗莎白聽後，更加厌恶達西先生了，並盡量避開他。
被拒絕後，柯林斯先生轉而向伊麗莎白最好的朋友夏洛特·盧卡斯求婚，夏洛特答應，二人很快結婚了。班奈特太太非常失望，但讓她更失望的是不久賓利先生突然搬回伦敦。珍無比痛心，母親的長吁短歎更使她難過。伊麗莎白應柯林斯先生和夏洛特新婚夫婦之邀，去參觀他們教區，在凱瑟琳·德·鮑爾夫人的羅新斯莊園看見達西先生，他是凱瑟琳·德·鮑爾夫人的姨侄。達西先生幾番爭扎，當面向伊麗莎白承求婚，但他告白的態度仍是傲慢，伊麗莎白大為驚訝，但因為達西先生的態度、韋克翰先生之前的指控以及達西先生曾阻撓賓利和珍在一起，憤怒的她告知達西：「即使世界上所有男人都死光了，（她）也不可能同他結婚。」
第二天早上，伊丽莎白与达西先生在散步中相遇。达西交给伊丽莎白一封信，然后冷冷离开。信中达西为自己的行为辩护。他写道，除了她那些舉止粗俗、令人尴尬的亲戚外，他見珍看上去无动于衷，以為她並不真心愛賓利，思考再三才勸朋友放棄。伊丽莎白也承认，珍矜持的个性使得其他人难以确定她的真心。同时，达西也揭露了韦克翰花花公子、投机取巧的真面目。达西以前的行为有了新的合理解释，伊丽莎白对他的偏见也逐渐消除了。
後來，伊丽莎白和她的舅父母嘉蒂纳夫妇同偕旅行，并参观了达西先生居住的彭伯里莊園。在莊園内散步的时候巧遇达西，达西的行为举止显得亲切了许多。伊丽莎白这才發現，原來他的傲慢后面隐藏着真诚、慷慨的本性，對他開始有所改觀。
但當二人正在增进感情的时候，卻突然收到消息，得知伊丽莎白的妹妹丽迪亚私奔了。由于伊丽莎白的疏忽，没有揭露韦克翰的真面目，才使得年輕幼稚的丽迪亚上了当，同韦克翰雙雙逃出军团躲避赌债。达西找到了韦克翰，替他还清了赌债并迫使他同丽迪亚结婚，挽救了丽迪亚和贝内特家的名誉。儘管达西要求保密，但丽迪亚的快嘴和嘉蒂纳太太最终的坦白仍使伊丽莎白了解了實情，並彻底扭转了她对達西的情感。
达西的姨母凯瑟琳夫人威胁伊丽莎白不要答应达西先生的求婚，坚持达西必须娶自己的女儿。伊丽莎白这才发现并明白了即使自己拒绝了达西的第一次求婚，达西仍然爱她。当达西将賓利先生带回乡间，回到珍的身邊时（他们很快订婚了），伊丽莎白向达西敞开了心扉，幸福终于降临。

## 主要角色
- 伊丽莎白·贝内特（英文：Elizabeth Bennet，女主角）

贝内特家二小姐，二十歲，故事的主角。活泼開朗、聪明机智、幽默風趣、心思細膩，對許多事都極有主見而不屈從於世俗的通念，喜愛以嘲諷的角度看待自己不喜愛的人事物。前期由於聽到達西對自己的批評，導致之後不斷加深誤會。化解後與他心靈相通，最後終成眷屬。容貌僅次於珍，達西尤其偏愛她的美眸。
- 費茨威廉·達西先生（英文：Mr. Darcy，全名：Fitzwilliam Darcy，男主角）

一位富有的紳士，英格蘭德比郡的大地主。故事主角。他是賓利先生的好友，外表英俊，個性內斂但不善與人相處，因此往往引起陌生人的誤會，認定其生性高傲冷酷，引來不少的批評，但其實為人慷慨大方，且疼愛妹妹。與伊麗莎白誤會化解以後結為夫妻。
- 贝内特先生（Mr. Bennet）

一個住在英國哈特福郡鄉間的紳士,已婚,育有五名女兒。但他的財產需要由男性繼承，所以在他死後，他的遺產將會由和他有著差勁關係的柯林斯先生（Mr Collins）繼承。貝內特先生對他的兩位大女兒，溫和的珍和聰敏的伊麗莎白寵愛有加。不過，他不喜歡他的妻子和三位小女兒的愚昧和不理性，經常說她們愚蠢以及嘲笑她們。對自己失敗的婚姻已絕望，是個沉默而善變、幽默卻善諷的人。對於妻子的愚昧，保持著冷眼旁觀的態度。
- 贝内特太太（Mrs. Bennet）

贝内特先生的太太。她人生中最關注的事，是她的五個女兒能嫁得好，因為贝内特先生將來遺產中的主要部份將會由男性繼承人柯林斯先生繼承。是個非常平庸、見識淺薄而又長舌的女人。她的生活重心在於女兒的終生大事。
- ·班奈特（Jane Bennet）

排行老大，二十二歲。與伊莉莎白最親密的姊妹，贝内特五姐妹中公認最美麗最漂亮的，而且溫柔体贴、善解人意，但性格矜持内敛，她相信人性本善，凡事都往好處想，總是笑容滿面，認為世界上沒有壞人。和賓利先生一見鍾情，最後排除萬難結為夫妻。
- 瑪莉·班奈特（Mary Bennet）

排行第三，自認在外貌上遜於其他姐妹，因此經常強調自己的學問及音樂方面的素養，希望被人讚美而急於表現，卻差強人意。 最終成為唯一還留在家的女兒，陪伴母親。
- 凱瑟林（凱蒂）·班奈特（Catherine "Kitty" Bennet）

排行第四，十七歲，經常跟隨妹妹麗迪亞，但脾氣不如麗迪亞難以駕馭。最終經常和兩位較年長的姐姐來往，見識大有長進。身體較為纖細脆弱。
- 麗迪亞·班奈特（Lydia Bennet）

排行最小，十五歲，長得最高。愛慕虛榮，個性天真而魯莽。由於受母親偏愛，行為舉止更是無禮隨便。最终和韦克翰私奔，在达西的大力帮助下两人才能结婚。
- 查爾斯·賓利（Charles Bingley）

一個單身的富裕紳士。達西先生的朋友。面容俊俏，性格隨和，活泼外向，但易受人影响。是贝内特太太寄予厚望的女婿人選。對珍一見鍾情。
- 威廉·柯林斯（William Collins）

贝内特先生的表親，一個自以為是、唠叨而势利的牧師。贝内特先生主要財產的將來繼承人。柯林斯先生經常奉承他的資助人，凱瑟琳·德波夫人。曾向伊麗莎白求婚被拒，最終與願意聽他吐苦水的盧卡斯小姐結婚。
- 夏洛特·盧卡斯（Charlotte Lucas）

伊麗莎白的好朋友，也是鄰近盧卡斯家的長女，二十七歲，長相平凡。有著敏銳的觀察力及世故的人生觀，她對爱情及婚姻的觀點和伊丽莎白截然不同，最终為了將來生活的保障而嫁给了柯林斯。
- 路易莎·赫斯特夫人（Louisa，Mrs.Hurst）和 卡洛琳·賓利（Caroline Bingley）

賓利先生的姊妹，面容姣好卻非常高傲，經常輕視贝内特家族及其他地位比她們低的人。卡洛琳更是因為仰慕達西而仇視伊麗莎白。
- 凱瑟琳·德波夫人（Lady Catherine de Bourgh）

達西先生的姨母，柯林斯先生的資助人。傲慢專橫，富有而又高傲的貴婦，提拔柯林斯先生為當地的牧師。門第觀念很深，一心想要把自己的女兒嫁給達西先生，所以相當反對伊莉莎白和達西先生的婚事。
- 喬治安娜·達西（Georgiana Darcy）

達西的妹妹，比達西年輕十多歲，年約十五。含羞內向，多才多藝，崇拜哥哥。最終與伊麗莎白成為姑嫂，且關係良好。
- 安妮·德波（Anne de Bourgh）

凱瑟林·德波夫人的獨生女，達西的表親，體弱多病。
- 喬治·韋克翰（George Wickham）

一個吸引伊麗莎白的年輕軍人，達西先生的兒時玩伴。生性放蕩不羈，為了報復達西先生，所以到處傳播毀謗他的謠言，讓伊麗莎白對達西產生偏見。因為揮霍過度，欠債累累，最後和麗迪亞·班奈特私奔，並結婚。婚後，就厭倦了麗迪亞。
- 費茲威廉上校（Colonel Fitzwilliam）

凱瑟林的外甥，達西的表親。非常和藹可親的紳士。
- 菲力太太（Mrs. Philips）

贝内特太太的姊妹，住在鄰近的市鎮，與贝内特一家頗為親近。
- 愛德華·嘉迪納（Edward Gardiner）

贝内特太太和菲力太太的兄弟，在伦敦做生意。聰明而且有教養。
- 嘉迪納太太（Mrs. Gardiner）

嘉迪納先生的太太，是贝内特姊妹──特別是珍和伊麗莎白最喜歡的舅媽。

### 关系

<傲慢與偏見>主要人物关系简图

## 名句
第一章
|  | It is a truth universally acknowledged, that a single man in possession of a good fortune, must be in want of a wife. 凡是有钱的单身汉，都需要一位太太，这已经成了一条举世公认的真理。 |

第六章
|  | Happiness in marriage is entirely a matter of chance. 婚姻的快乐与否纯属命運。 |

## 中文译本
本書的中譯，楊繽（楊季徵）於1930年開始翻譯這小說，吳宓的序寫於1931年，1935年上海商務印書館出版。1935年5月，北平的大學出版董仲篪翻譯，梁實秋作序，胡適題書名的《驕傲與偏見》。之後兩岸翻譯皆沿用楊譯書名《傲慢與偏見》。
- 《傲慢與偏見》，楊繽譯，吳宓序，上海商務印書館，1935年
- 《驕傲與偏見》，董仲篪譯，梁實秋序，北平大學出版社，1935年5月
- 《傲慢與偏見》，王科一譯，上海文藝聯合出版社，1955年
- 《傲慢與偏見》，王科一譯，上海新文藝出版社，1956年
- 《傲慢與偏見》，東流譯，臺北書局，1956年
- 《傲慢與偏見》，張志成譯，高雄大眾書局，1971年
- 《傲慢與偏見》，岱岱譯，臺南標準出版社，1975年
- 《傲慢與偏見》，陳志昌譯，臺南大府城出版社，1976年
- 《傲慢與偏見》，夏穎慧譯， 臺北志文出版社，1983年
- 《傲慢與偏見》，錢漢民譯， 臺北永和陽明出版社，1988年
- 《傲慢與偏見》，孫致禮譯，臺北林鬱出版社，1992年
- 《傲慢與偏見》，張玲、張揚譯，北京人民文學出版社，1993年7月
- 《傲慢與偏見》，余小蘭改寫，臺北東方出版社，1993年
- 《傲慢與偏見》，孫乃修縮寫，臺北業強出版，1993年
- 《傲慢與偏見》，闕國虬、王良璋編譯，臺北花田出版，1994年
- 《傲慢與偏見》，劉瑞綿譯，臺北帝尹傳播出版，1995年
- 《傲慢與偏見》，雷立美譯，北京燕山出版社，1995年6月
- 《傲慢與偏見》，黃英雲譯，臺南南台圖書，1996年
- 《傲慢與偏見》，陳玥菁譯，臺北希代書版，1996年12月
- 《傲慢與偏見》，陳慧玲譯，臺南祥一出版社，1997年2月
- 《傲慢與偏見》，許綬南譯，臺南漢風出版社，1997年
- 《傲慢與偏見》，雷露編譯，臺北中和大步文化出版，1999年
- 《傲慢與偏見》，劉學真譯，臺北驛站文化出版，1999年
- 《傲慢與偏見》，孫致禮譯，南京譯林出版社，2000年5月
- 《傲慢與偏見》，王馮、王麗萍註釋，西安世界圖書出版，2000年
- 《傲慢與偏見》，李淑貞譯，臺北長宥文化出版，2000年
- 《傲慢與偏見》，林凱慧譯，臺北人本自然文化出版，2001年
- 《傲慢與偏見》，倩玲譯，臺北遊目族文化出版，2001年
- 《傲慢與偏見》，劉信史譯，北京學苑音像出版社，2004年
- 《傲慢與偏見》，張經浩譯，北京十月文藝出版社，2005年
- 《傲慢與偏見》，劉珮芳、鄧盛銘譯，臺北好讀出版，2009年4月
- 《傲慢與偏見》，洪瑞恬譯，臺北聯經出版社，2009年12月
- 《傲慢與偏見》，樂軒譯，臺北臺灣商務印書館，2011年
- 《傲慢與偏見》，吳妍儀譯，臺北商周出版，2013年1月
- 《傲慢與偏見》，張思婷譯，臺北漫遊者文化出版，2013年6月
- 《傲慢與偏見》，慈恩譯，臺北釀出版，2015年12月
- 《傲慢與偏見》，柯乃瑜譯，木馬文化出版，2018.12

## 改编作品
《傲慢與偏見》被改编為不少電影和劇集  （页面存档备份，存于）：
- 1940年：《傲慢與偏見 (1940電影)》 由劳伦斯·奥利维尔飾演達西，葛丽亚·嘉逊飾演依麗莎白。
- 英國國家廣播公司（BBC）曾制作过3个广播／电视剧版本的《傲慢與偏見》，分别在1952年，1980年和1995年。 
  - 1952年：2月2日至3月8日。BBC製作成五集的迷你廣播劇。
  - 1980年：BBC《傲慢與偏見 (1980)（英语：Pride and Prejudice (1980 TV serial)）》電視影集，由Elizabeth Garvie（英语：Elizabeth Garvie）飾演依麗莎白，David Rintoul（英语：David Rintoul）飾演達西，費伊·韋爾登改編劇本。
  - 1995年：BBC《傲慢與偏見》電視影集，由柯林·弗斯（Colin Firth）飾演達西，詹妮弗·埃勒飾演依麗莎白，安德鲁·戴维斯改編。這個版本被視為是最好且最受歡迎的改編。柯林·弗斯也因為此影集受到影迷的注意。
- 2001年：由小說改編成同名電影的《BJ單身日記》有些情节与《傲慢與偏見》相近，馬克·達西的角色 (電影裡也是由柯林·弗斯飾演）就是根據達西這個角色為範本而設計的。
- 2003年：《傲慢與偏見: A Latter-day Comedy（英语：Pride and Prejudice (2003 movie)）》。
- 2004年：《新娘與偏見》，印度寶萊塢的版本，由古莉·查夏（Gurinder Chadha）執導，演員有Anupam Kher、爱丝维娅莉與Naveen Andrews。
- 2005年：《傲慢與偏見》，由綺拉·奈特莉與馬修·麥迪恩演出。
- 2008年：《迷失奧斯汀》(Lost In Austen)由Guy Andrews根據小說改編而成，是英國ITV頻道所推出的4集迷你電視劇，此版本述說女主角Amanda Price是一位小說迷，她與小說中的依麗莎白互換角色，進入了傲慢與偏見的小說世界。
- 2012年：《天使のはしご》 日本寶塚歌舞團改編，由星組的涼紫央與音波みのり飾演達西及伊莉莎白。

## 轶闻
2002年時，《傲慢與偏見》1813年首版的第一、二、三卷在一個蘇格蘭的古堡的塔樓和藏書室裡被意外發現。最後以3.4萬英鎊的高價被一位英國收藏家買走。造成了目前《傲慢與偏見》的第一版是舊書收藏家們的目標收集品，價格加至5萬美元。

## 惡搞
2009年：《傲慢與偏見與殭屍》
2016年：《傲慢與偏見與殭屍》電影版上映

## 外部連結
- Pride and Prejudice - 古腾堡计划
- Free audiobook （页面存档备份，存于） from LibriVox （页面存档备份，存于）
- RSS Version of Pride and Prejudice The text in the RSS version
- Pride and Prejudice （页面存档备份，存于） - in easy to read HTML format.
- Filmography of Jane Austen Adaptations
- Pride & Prejudice timeline （页面存档备份，存于）
- Check out Aishwarya Rai's Acting Review in Bride and Prejudice （页面存档备份，存于）
- Slashdoc : Pride and Prejudice （页面存档备份，存于） Literary analysis of the novel
- Audiobook （页面存档备份，存于） MP3